# Manuel Joaquim Feio
Manuel Joaquim Feio (Alvito, Alvito, 24 de março de 1954 — Lisboa, 18 de abril de 2007) foi autarca português, homem influente na área cultural e política do seu município.
Homem de grandes princípios, foi empregado bancário, mas desempenhou também funções como 1.º Comandante dos Bombeiros Voluntários de Alvito em 1983 e 1984. Na carreira dos Bombeiros Voluntários atingiu ainda o posto de Chefe, onde foi também um formador incansável e esteve em várias direcções, incluindo como Presidente da Direcção.
Participou activamente na criação do Grupo Coral da Casa do Povo de Alvito, um grupo de cantar tradicional Alentejano muito conhecido, em 10 de maio de 1976, que depois viria a transformar-se na Associação de Cante Coral Alentejano do Concelho de Alvito.
Participou ainda na criação do Grupo Desportivo e Cultural de Alvito, onde foi Presidente da Direcção e um dos responsáveis pela secção de Pesca desportiva de Água doce, desporto em que se notabilizou. Foi também nomeado vogal do Conselho Cinegético Municipal de Alvito pelo Ministério da Agricultura, do Desenvolvimento Rural e das Pescas.
Foi várias vezes eleito para os órgãos autárquicos do concelho, quer para a Assembleia Municipal, quer para a Assembleia de Freguesia de Alvito.